# 홍남용
홍남용(洪南用, 1939년 6월 2일 ~ 2012년 8월 17일)은 대한민국의 정치인이다. 민선1기 의정부시장을 지냈다.

## 학력
- 양주국민학교
- 의정부중학교
- 의정부공업고등학교
- 고려대학교 자연자원대학원 수료

### 비학위 수료
- 미국 퍼시픽웨스턴 대학교 경영학과 졸업

### 경력
- 의정부교도소 교화협의회 회장
- 민선1기 경기도 의정부시장
- 한나라당 입당
- 민주당 의정부지구당고문[1]
- 의정부시민회 회장[2]

## 역대 선거 결과
|  | 35.22% |

|  | 43.11% |

|  | 11.19% |